# Сукманена носия
Сукманената носия е женски традиционен костюм, една от главните категории на женските български носии, наред с двупрестилчената и саичената носия.
Характерна е с носенето върху ризата на сукман – дебела вълнена туникообразна богато украсена дреха, – върху която се носи една предна престилка, често пъстра и избродирана.
В края на XIX век сукманената носия е разпространена в равнинните части на Тракия, до Стара планина и Търновско на север, както и в Североизточна и Средна Западна България. Северно от Стара планина и в част от Североизточна България тя се използва успоредно с двупрестилчената носия, като служи за зимно или домашно облекло.